# Étienne Martinetti
 (décembre 2009).
Si vous disposez d'ouvrages ou d'articles de référence ou si vous connaissez des sites web de qualité traitant du thème abordé ici, merci de compléter l'article en donnant les références utiles à sa vérifiabilité et en les liant à la section « Notes et références ».
Pour les articles homonymes, voir Martinetti (homonymie).
Étienne Martinetti (30 juin 1940 en Suisse - 1er avril 2002) était un lutteur suisse spécialisé en lutte libre olympique, catégories 90 et 100 kilos. 

## Biographie
Membre du Sporting-Club des Lutteurs de Martigny, Étienne Martinetti était le frère aîné de Raphaël Martinetti et de Jimmy Martinetti, qui sont les trois frères à l’origine de la dynastie des lutteurs Martinetti, l’une des grandes familles sportives suisses. Il était le père de Grégory Martinetti et l'oncle de David Martinetti (fils de Raphaël), William, Lionel et Laurent Martinetti, tous trois fils de Jimmy, également lutteurs.
Membre du cadre national dès l’âge de 17 ans, il a obtenu 12 titres de champion suisse en lutte libre et en lutte gréco-romaine et une 6e place au championnat d'Europe de 1972. Il a également été champion suisse par équipes avec le club de Martigny.
Il a participé aux Jeux olympiques de Munich de 1972 et a obtenu environ 20 podiums en Coupe du Monde A et B sur le plan international.
Ayant également pratiqué les styles de lutte non olympiques, Étienne Martinetti possède le record absolu de couronnes en lutte suisse, lutte gymnique et lutte aux Jeux Nationaux avec un total de 219 couronnes. 
Il a été le lutteur suisse à faire la plus longue carrière. Ainsi, il obtint son dernier titre de champion national à l'âge de 41 ans, en 1981, ce qui constitue encore aujourd'hui, le record national. Il est également le seul lutteur suisse à avoir obtenu le titre de champion du Monde des vétérans en 1992 à Cali en Colombie. 
Étienne Martinetti était réputé pour sa tactique et son intelligence de combat et une grande souplesse dans l'exécution des techniques, pour un lutteur de ce gabarit. Il possédait, en outre, une technique de combat au sol incomparable.
Après sa carrière, il est devenu arbitre international et a officié aux Jeux olympiques de Séoul 1988, Barcelone 1992, Atlanta 1996 et Sydney 2000. Il a été distingué par le Sifflet d'Or de la Fédération internationale des luttes associées (FILA) à deux reprises et a reçu la distinction d'arbitre exceptionnel. Il a également été président du club de Martigny durant plusieurs années.
Avec ses deux frères, il a fondé l'entreprise Martinetti frères SA, spécialisée dans la location de structures mobiles montées pour des manifestations et la serrurerie. Actuellement, David Martinetti et William Martinetti en sont les dirigeants. La famille Martinetti est affectueusement surnommée La bande à Zozo en raison du prénom Joseph, père des trois frères. Cette inscription figure d'ailleurs toujours sur le portail de l'entreprise familiale. Sur la façade de la maison familiale, situé rue du Bourg 30 à Martigny, figure l'inscription Nous Trois. 
Aux Jeux olympiques de Munich en 1972, les trois frères étaient présents, Jimmy et Étienne comme lutteurs et Raphaël comme arbitre. La famille Martinetti possède par ailleurs 7 sélections olympiques (Jimmy : Mexico 1968, Munich 1972, Montréal 1976 et Moscou 1980 (record national) Étienne : Munich 1972, David : Barcelone 1992, Grégory : Sydney 2000) et 58 titres de champion suisse en catégorie Élite : Jimmy 30, David 12, Étienne 12 et Grégory 4. Tous ont été champions nationaux dans les deux styles olympiques (lutte libre et lutte gréco-romaine). 
Son frère Raphaël Martinetti est l'actuel président de la Fédération internationale des luttes associées, la FILA, créée en 1912 et comptant environ 160 pays affiliés. 
Étienne Martinetti est décédé en 2002. La communauté sportive a unanimement salué son parcours d'athlète, de dirigeant et d'entrepreneur ainsi que sa personnalité très appréciée.
En épitaphe, il est gravé un globe terrestre symbolisant son amour des voyages, des gens et des cultures du monde et une citation de Mathurin Régnier (1573-1613) : 
« J’ai vécu sans nul tourment, me laissant aller doucement à la bonne loi naturelle, et je m’étonne fort pourquoi la mort daigna penser à moi, qui n’ai daigné penser à elle. »